# Делня
Делня (словац. Delňa) — річка в Словаччині у регіоні Шариш, ліва притока Ториси, протікає в окрузі Пряшів.
Довжина — 16-17.2 км. Витік знаходиться в масиві Солоні гори — на висоті приблизно 650 метрів (схил гори Шімонка). Протікає територією сіл Злата Баня; Кокошовце; Дулова Вес і окраєм міста Пряшів
Впадає у Торису на висоті приблизно 233 метри.
Притоки
- праві
  - безіменні
  - Мала Делня
  - Штявиця
  - Камінний потік
- ліві
  - безіменний